# San Rafael, Zacatecas
San Rafael är en ort i Mexiko.   Den ligger i kommunen Mazapil och delstaten Zacatecas, i den centrala delen av landet, 600 km nordväst om huvudstaden Mexico City. San Rafael ligger 2 012 meter över havet och antalet invånare är 306.
Terrängen runt San Rafael är kuperad åt sydväst, men åt nordost är den platt.  Trakten runt San Rafael är nära nog obefolkad, med mindre än två invånare per kvadratkilometer. Närmaste större samhälle är El Vergel, 18,5 km öster om San Rafael. Omgivningarna runt San Rafael är i huvudsak ett öppet busklandskap.